# Djupbäcken
Djupbäcken var ett hemman vid Stora Luleälv i dåvarande Vuollerims församling. Området ligger idag i Jokkmokks kommun.
Hemmanet hade samma namn som intilliggande bäcken.
Hemmanet låg några kilometer norr om Vuollerim på västra sidan av Stora Luleälven, mittemot orten Porsi. Hemmanet var delat i två gårdar, och sångaren Jokkmokks-Jokke växte upp på gården Nyhem i Djupbäcken. Gården bestod av en ladugård och ett bostadshus, bestående av ett kök och en kammare. Efter att Jokkmokks-Jokkes far omkommit i en drunkningsolycka, övertog Jokkes bror Sigfrid gården. Han sålde sedermera gården till Vattenfall och bostadshuset revs.
När Vattenfall på 1960-talet byggde Porsi kraftstation revs alla gårdar och Djupbäcken översvämmades.